# Apollophanes longipes
Apollophanes longipes är en spindelart som först beskrevs av O. Pickard-Cambridge 1896.  Apollophanes longipes ingår i släktet Apollophanes och familjen snabblöparspindlar. Inga underarter finns listade i Catalogue of Life.